# Makate Asai
Makate Asai (朝井 まかて, Asai Makate) est une auteure japonaise de romans historiques. Elle a remporté le Prix Naoki et le Prix Oda Sakunosuke ; deux de ses romans ont été adaptés à la télévision par la NHK.

## Enfance et éducation
Asai est née en 1959 à Habikino, dans la préfecture d'Osaka, au Japon. Après avoir obtenu son diplôme de l'Université des femmes de Konan, elle travaille comme rédactrice de textes publicitaires.

## Carrière
Asai fait ses débuts littéraires en 2008 avec 実さえ花さえ (Mi sae hana sae) , qui a remporté le Shōsetsu Gendai Novel Newcomer Encouragement Prize de Kodansha. Elle a choisi le nom de plume "Makate" pour honorer sa grand-mère originaire d'Okinawa. D'autres romans ont suivi, dont le roman de 2010 ちゃんちゃら (Chanchara)  et le roman de 2012 ぬけまいる (Nukemairu), que NHK a ensuite adapté dans une série télévisée avec les vedettes Rena Tanaka, Rie Tomosaka et Eriko Sato.
En 2014, Asai remporte à la fois le prix Naoki et le prix Oda Sakunosuke, mais pour différents livres. Son roman Renka (2013), une histoire basée sur la vie de la poétesse Nakajima Utako, remporte le 150e prix Naoki, qu'elle a partagé avec Kaoruko Himeno. Son livre 阿蘭陀西鶴 (Oranda Saikaku), une histoire basée sur la vie du poète Ihara Saikaku, remporte le 31e prix Oda Sakunosuke.
Son roman 眩 (Kurara), sur la relation entre la peintre Katsushika Ōi et son père, le peintre Hokusai, est publié en 2016. Kurara remporte le 22e prix de littérature Gishū Nakayama et est adapté dans le film télévisé de la NHK 2017 Kurara: The Dazzling Life of Hokusai's Daughter (眩 ～北斎の娘～, Kurara ~Hokusai no Musume~) avec Aoi Miyazaki.

## Prix et récompenses
- 2018 : Prix de la culture d'Osaka[réf. nécessaire]
- 2008 : 3e Prix d'encouragement pour les débutants Shōsetsu Gendai[7]
- 2014 : 150e Prix Naoki (2013 下)[8]
- 2014 : 31e Prix Oda Sakunosuke[9]
- 2016 : 22e Prix de littérature Gishū Nakayama[10]

## Adaptations télévisuelles
- Kurara: The Dazzling Life of Hokusai's Daughter (眩 ～北斎の娘～, Kurara ~Hokusai no Musume~?), NHK, 2017 [11]
- ぬけまいる~女三人伊勢参り (Nukemairu ~Onna sannin Ise mairi?), NHK, 2018 [12]

## Œuvres
- 実さえ花さえ (Mi sae hana sae?), Kodansha, 2008, (ISBN 9784062150422)
- ちゃんちゃら (Chanchara?), Kodansha, 2010, (ISBN 9784062164207)
- ぬけまいる (Nukemairu?), Kodansha, 2012, (ISBN 9784062180023)
- Love Song (恋歌, Renka?), Kodansha, 2013, (ISBN 9784062185004)
- 阿蘭陀西鶴 (Oranda Saikaku?), Kodansha, 2014, (ISBN 9784062191418)
- 眩 (Kurara?), Shinchosha, 2016, (ISBN 9784103399711)